# GSC1876-63-1
GSC1876-63-1 — хімічно пекулярна зоря спектрального класу A3, що має видиму зоряну величину в смузі V приблизно 12,1.